# Златогузая каменка
Златогузая ка́менка (лат. Oenanthe xanthoprymna) — вид птиц из семейства мухоловковых. В основном обитает на Ближнем Востоке и в пограничных регионах.

## Описание
Небольшая птица размером около 15 сантиметров. У самца голова чёрная, с белой полоской над глазом и коричневой макушкой, спина коричневато-серая, грудь белая, брюхо светло-коричневое или белое. У самок оперение более однотонное.

## Образ жизни
Златогузая каменка — насекомоядная птица, питается жуками, муравьями.
Гнёзда каменка строит в расщелинах скал, за валунами. Откладывает 4-5 голубых яиц.

## Ареал
Обитает в скалистых пустынях, полупустынях. Гнездится в Турции, Иране, Ираке, на Кавказе. На зимовку улетает на Аравийский полуостров, в Северную и Восточную Африку, иногда залетает в Индию.